# Сорока, Игорь Юрьевич
Игорь Юрьевич Соро́ка (род. 27 мая 1991 года) — российский гандболист, левый крайний. Выступал за сборную России.

## Карьера
Воспитанник ДЮСШ г. Черкесска, его первым тренером был отец — заслуженный тренер КЧР Юрий Сорока. В 2007—10 годах — игрок «Динамо-Виктор» (Ставрополь). В 2010—13 годах выступает за «РГУФК-Чеховские медведи» (Чехов).
С 2013 года — левый крайний клуба «Пермские медведи». В составе команды в 2014 году стал обладателем Кубка России и бронзовым призёром Российской Суперлиги. А в 2015 году — бронзовым призёром Кубка России и серебряным призёром Российской Суперлиги. А кроме того, Игорь был признан лучшим левым крайним России.
Окончил Ставропольское училище олимпийского резерва и РГУФКиС.

## Достижения
«Мотор» (Запорожье)
- Чемпион Украины: 2015/16, 2016/17
- Обладатель Кубка Украины: 2015/16, 2016/17
- Обладатель Суперкубка Украины: 2016, 2017